# Ranče
Ranče – wieś w Słowenii, w gminie Rače-Fram. W 2018 roku liczyła 210 mieszkańców.